# Vehilius
Vehilius là một chi bướm ngày thuộc họ Bướm nâu.